# 四品以上に昇進する大名家一覧
四品以上に昇進する大名家一覧（しほん いじょうに しょうしんする だいみょうけ いちらん）は、江戸幕府下で四品（四位）以上の位階に叙される大名家の一覧である。

## 概説
江戸幕府は、大名・武家統制の手段として、各大名家・武家の家格を定めた。他方、幕府は朝廷の影響力を抑えるために禁中並公家諸法度を定めた。同法度では、武家の家格に従って与えられる官位（位階と官職）を武家官位とし、これを公家の官位と切り離して員外官とした。これにより、武家官位の事実上の叙任権者は将軍となり、幕府は官位を武家の家格付けに利用した。大名や旗本は、朝廷から直接推任された場合であっても、将軍の許可を受けなければ官位を受けることはできなかった。
大名家に与えられる位階は、公家における武官の家柄である羽林家に倣って五位、中でも従五位下とされた（五位諸大夫）。ただし、一部の大名家・旗本家については、特例として四位（四品）以上に昇叙することが慣例とされ、多くは従四位下に叙された（四位諸大夫）。なお一部に、四品以上に叙される家系を国主格ということもある。これは、初任四品以上に叙される大名家の多くが、一国よりも広い領地を治めていたことによる。
ここでは、その特例となる四品以上に叙される家格の大名家を挙げる。

## 一覧

### 初任四品以上に叙される大名家
| 家名                  | 領地       | 石高                    | 伺候席    | 家督時の官位                        | 極官                 |
| --------------------- | ---------- | ----------------------- | --------- | ----------------------------------- | -------------------- |
| 徳川家 （徳川宗家）   | －         | －                      | －        | 正二位内大臣、右近衛大将 征夷大将軍 | 従一位太政大臣       |
| 徳川家 （尾張徳川家） | 尾張名古屋 | 61万9,500石             | 大廊下-上 | 従三位権中納言・賜諱                | 従二位権大納言       |
| 徳川家 （紀州徳川家） | 紀伊和歌山 | 55万5,000石             | 大廊下-上 | 従三位権中納言・参議・賜諱          | 従二位権大納言       |
| 徳川家 （水戸徳川家） | 常陸水戸   | 35万石                  | 大廊下-上 | 従三位権中将・賜諱                  | 正三位権中納言       |
| 徳川家 （田安徳川家） | －         | 10万石                  | 大廊下-上 | 従三位権中将・賜諱                  | 従二位権大納言       |
| 徳川家 （一橋徳川家） | －         | 10万石                  | 大廊下-上 | 従三位権中将・賜諱                  | 従二位権大納言       |
| 徳川家 （清水徳川家） | －         | 10万石                  | 大廊下-上 | 従三位権中将・賜諱                  | 従三位権中納言       |
| 松平家 （前田家）     | 加賀金沢   | 102万5,000石            | 大廊下-下 | 正四位下権中将・賜諱                | 従三位参議           |
| 松平家 （越前松平家） | 越前福井   | 32万石                  | 大廊下-下 | 従四位下侍従・権少将・賜諱          | 正四位上参議・左中将 |
| 井伊家                | 近江彦根   | 25万石                  | 溜詰      | 従四位下侍従                        | 正四位上左中将       |
| 松平家 （会津松平家） | 陸奥若松   | 23万石                  | 溜詰      | 従四位下侍従                        | 正四位下権中将       |
| 松平家 （越前松平家） | 美作津山   | 10万石                  | 大廊下-下 | 従四位下侍従・賜諱                  | 正四位下権中将       |
| 松平家 （伊達家）     | 陸奥仙台   | 62万5,000石             | 大広間    | 従四位下権少将・賜諱                | 従四位上権中将       |
| 松平家 （島津家）     | 薩摩鹿児島 | 72万8,000石             | 大広間    | 従四位下権少将・賜諱                | 従四位上権中将       |
| 松平家 （高松松平家） | 讃岐高松   | 12万石                  | 溜詰      | 従四位下侍従                        | 従四位上権中将       |
| 松平家 （池田家）     | 因幡鳥取   | 32万石                  | 大広間    | 従四位下侍従・賜諱                  | 従四位下権少将       |
| 細川家                | 肥後熊本   | 54万石                  | 大広間    | 従四位下侍従・賜諱                  | 従四位下権少将       |
| 松平家 （黒田家）     | 筑前福岡   | 47万3,000石             | 大廊下    | 従四位下侍従・賜諱                  | 従四位下権少将       |
| 松平家 （浅野家）     | 安芸広島   | 37万6,000石             | 大広間    | 従四位下侍従・賜諱                  | 従四位下権少将       |
| 松平家 （毛利家）     | 長門萩     | 36万9,000石             | 大広間    | 従四位下侍従・賜諱                  | 従四位下権少将       |
| 松平家 （鍋島家）     | 肥前佐賀   | 35万7,000石             | 大広間    | 従四位下侍従・賜諱                  | 従四位下権少将       |
| 松平家 （池田家）     | 備前岡山   | 32万石                  | 大廊下    | 従四位下侍従・賜諱                  | 従四位下権少将       |
| 藤堂家                | 伊勢安濃津 | 27万石                  | 大広間    | 従四位下侍従                        | 従四位下権少将       |
| 松平家 （蜂須賀家）   | 阿波徳島   | 25万7,000石             | 大廊下-下 | 従四位下侍従・賜諱                  | 従四位下権少将       |
| 有馬家                | 筑後久留米 | 21万石                  | 大広間    | 従四位下侍従                        | 従四位下権少将       |
| 佐竹家                | 出羽秋田   | 20万5,000石             | 大広間    | 従四位下侍従                        | 従四位下権少将       |
| 松平家 （山内家）     | 土佐高知   | 20万2,000石             | 大広間    | 従四位下侍従                        | 従四位下権少将       |
| 南部家                | 陸奥盛岡   | 20万石                  | 大広間    | 従四位下侍従                        | 従四位下権少将       |
| 松平家 （越前松平家） | 出雲松江   | 18万6,000石             | 大広間    | 従四位下侍従・賜諱                  | 従四位下権少将       |
| 上杉家                | 出羽米沢   | 18万石                  | 大広間    | 従四位下侍従・賜諱                  | 従四位下権少将       |
| 宗家                  | 対馬府中   | 5万2,000石 （10万石格） | 大広間    | 従四位下侍従                        | 従四位下権少将       |
| 松平家 （高須松平家） | 美濃高須   | 3万石                   | 大広間    | 従四位下侍従                        | 従四位下権少将       |
| 松平家 （西条松平家） | 伊予西条   | 3万石                   | 大広間    | 従四位下侍従                        | 従四位下権少将       |
| 松平家 （鷹司松平家） | 上野吉井   | 1万石                   | 大廊下-下 | 従四位下侍従                        | 従四位下侍従         |
| 松平家 （守山松平家） | 陸奥守山   | 2万石                   | 大広間    | 従四位下                            | 従四位下侍従         |
| 松平家 （府中松平家） | 常陸府中   | 2万石                   | 大広間    | 従四位下                            | 従四位下侍従         |
| 伊達家                | 伊予宇和島 | 10万石                  | 大広間    | 従四位下                            | 従四位下権少将       |
| 松平家 （久松家）     | 伊予松山   | 15万石                  | 帝鑑間    | 従四位下                            | 従四位下権少将       |
| 松平家 （久松家）     | 伊勢桑名   | 11万3,000石             | 大広間    | 従四位下                            | 従四位下権少将       |
| 松平家 （越前松平家） | 播磨明石   | 8万石 （10万石格）      | 大廊下-下 | 従四位下                            | 従四位下権少将       |

### 初任従五位下に叙された後、四品に昇任する大名家
初任は従五位下に叙され、家督して数年の間に四品昇任する家の一覧である。嫡子は初任後数年以内で四品昇任し、家督前であっても四品昇任の場合がある。
| 家名                  | 領地       | 石高                 | 伺候席 | 四品への昇任時期 | 極官                               |
| --------------------- | ---------- | -------------------- | ------ | ---------------- | ---------------------------------- |
| 立花家                | 筑後柳河   | 11万9,000石          | 大広間 | 初参勤で         | 従四位下侍従                       |
| 丹羽家                | 陸奥二本松 | 10万7,000石          | 大広間 | 初参勤で         | 従四位下侍従                       |
| 松平家 （結城松平家） | 上野前橋   | 17万石               | 大広間 | 家督後数年       | 従四位下侍従                       |
| 酒井家 （左衛門尉家） | 出羽鶴岡   | 16万7,000石          | 帝鑑間 | 家督後まもなく   | 四品より30年で従四位下侍従         |
| 酒井家 （雅楽頭家）   | 播磨姫路   | 15万石               | 帝鑑間 | 家督後まもなく   | 従四位下権少将                     |
| 小笠原家              | 豊前香春   | 15万石               | 帝鑑間 | 家督後まもなく   | 四品より30年で従四位下侍従         |
| 榊原家                | 越後高田   | 15万石               | 帝鑑間 | 家督後まもなく   | 四品より30年で従四位下侍従         |
| 松平家 （奥平家）     | 武蔵忍     | 10万石               | 帝鑑間 | 家督後まもなく   | 四品より30年で従四位下侍従         |
| 松平家 （越智松平家） | 石見浜田   | 6万1,000石           | 大広間 | 家督後数年       | 四品より30年で従四位下侍従         |
| 松平家 （前田家）     | 越中富山   | 10万石               | 大広間 | 家督後数年       | 四品より40年で従四位下侍従         |
| 松平家 （前田家）     | 加賀大聖寺 | 10万石               | 大広間 | 家督後数年       | 老年其節次第で従四位下侍従         |
| 津軽家                | 陸奥弘前   | 10万石               | 大広間 | 家督後数年       | 大聖寺前田家に准ずるか従四位下侍従 |
| 松平家 （柳沢家）     | 大和郡山   | 15万1,000石          | 大広間 | 家督後数年       | 従四位下                           |
| 奥平家                | 豊前中津   | 10万石               | 大広間 | 家督後数年       | 従四位下                           |
| 喜連川家              | 下野喜連川 | 5,000石 （10万石格） | 柳間   | なし             | 無位無官                           |

概して表高10万石以上の大名家が四品以上に昇進するが、阿部家（福山藩・棚倉藩）・稲葉家（淀藩）・大久保家（小田原藩）・酒井家（小浜藩）・真田家（松代藩）・戸田家（大垣藩）・堀田家（佐倉藩）・溝口家（新発田藩）は含まれない。しかし、実際にはこれらの大名家の多くは四品以上に昇進している。溝口氏は幕末に10万石への高直しを行い、時の当主直溥はその後従四位下に昇進している。喜連川家は表高が5,000石しかないが、鎌倉公方足利氏の末裔ということから10万石格の大名として扱われ、無位無官であるにもかかわらず、歴代の関東公方が任じられた左兵衛督や左馬頭を称することが許されるなど特殊な地位にあった。

### かつて四品以上に昇進した大名家
| 家名                  | 領地                                               | 叙任された当主                    | 極官                                                      |
| --------------------- | -------------------------------------------------- | --------------------------------- | --------------------------------------------------------- |
| 松平家 （東条松平家） | 尾張清洲                                           | 松平忠吉                          | 従三位権中将・賜諱                                        |
| 松平家 （長沢松平家） | 信濃川中島 →越後高田                               | 松平忠輝                          | 従四位下権少将・賜諱                                      |
| 松平家 （駿河松平家） | 甲斐甲府 →駿河駿府                                 | 松平忠長                          | 従四位下参議・権中将・賜諱 →従三位権中納言→従二位権大納言 |
| 松平家 （越前松平家） | 越後高田                                           | 松平光長                          | 従三位権中将・賜諱                                        |
| 松平家 （越前松平家） | 上総姉ヶ崎 →常陸下妻 →信濃松代 →越後高田 →越前福井 | 松平忠昌                          | 従四位下侍従・賜諱 →正四位下参議                          |
| 松平家 （甲府松平家） | 甲斐甲府                                           | 松平綱重・綱豊                    | 従三位権中将・賜諱 →正三位権中納言                        |
| 松平家 （館林松平家） | 上野館林                                           | 松平綱吉                          | 従三位権中将・賜諱 →正三位権中納言                        |
| 松平家 （梁川松平家） | 陸奥梁川                                           | 松平義昌・義方・義真              | 従四位下権少将                                            |
| 松平家 （丹生松平家） | 越前丹生                                           | 松平頼職                          | 従四位下権少将                                            |
| 松平家 （葛野松平家） | 越前葛野                                           | 松平頼方                          | 従四位下権少将                                            |
| 本多家                | 播磨姫路 →大和郡山 →陸奥福島 →播磨姫路             | 本多忠政・政朝・ 政勝・忠国       | 従四位下侍従                                              |
| 水野家                | 備後福山                                           | 水野勝成・勝俊・勝貞              | 従四位下                                                  |
| 鳥居家                | 出羽山形                                           | 鳥居忠政・忠恒                    | 従四位下                                                  |
| 織田家                | 上野小幡                                           | 織田信良・信昌・信久・ 信就・信右 | 従四位下侍従                                              |
| 織田家                | 大和松山                                           | 織田高長・長頼・信武              | 従四位下侍従                                              |
| 松平家 （池田家）     | 播磨赤穂                                           | 池田政綱・輝興                    | 従四位下                                                  |
| 松平家 （池田家）     | 播磨山崎 →因幡鹿野                                 | 池田輝澄                          | 従四位下侍従                                              |
| 加藤家                | 肥後熊本 →出羽丸岡                                 | 加藤清正・忠広                    | 従四位下侍従・賜諱                                        |
| 加藤家                | 伊予松山 →陸奥若松                                 | 加藤嘉明・明成                    | 従四位下侍従                                              |
| 松平家 （蒲生家）     | 陸奥若松 →伊予松山                                 | 蒲生秀行・忠郷・忠知              | 従三位参議・賜諱                                          |
| 堀尾家                | 出雲松江                                           | 堀尾忠氏・忠晴                    | 従四位下侍従・賜諱                                        |
| 松平家 （中村家）     | 伯耆米子                                           | 中村忠一                          | 侍従・賜諱                                                |
| 福島家                | 安芸広島 →信濃高井野                               | 福島正則・（忠勝）                | 従四位下侍従・賜諱                                        |
| 田中家                | 筑後柳河                                           | 田中吉政・忠政                    | 従四位下侍従・賜諱                                        |
| 最上家                | 出羽山形                                           | 最上義光・家親                    | 従四位下侍従・賜諱                                        |
| 里見家                | 安房館山 →伯耆倉吉                                 | 里見義康・忠義                    | 従四位下侍従・賜諱                                        |
| 松平家 （堀家）       | 越後福嶋                                           | 堀秀治・忠俊                      | 従四位下・賜諱                                            |
| 筒井家                | 伊賀上野                                           | 筒井定次                          | 従四位下侍従                                              |
| 京極家                | 若狭小浜 →出雲松江                                 | 京極高次・忠高                    | 従四位下権少将・賜諱                                      |
| 京極家                | 丹後宮津                                           | 京極高知・高広・高国              | 従四位下侍従                                              |
| 森家                  | 美作津山                                           | 森忠政・長継・長武・長成          | 従四位下侍従                                              |
| 生駒家                | 讃岐高松 →出羽矢島                                 | 生駒一正・正俊・高俊              | 従四位下                                                  |
| 毛利家                | 長門長府                                           | 毛利秀元・光広・綱元              | 従四位下侍従・賜諱                                        |